# 吉行耕平
吉行 耕平（よしゆき こうへい、1946年 - 2022年1月21日）は、日本の写真家。

## 人物
赤外フィルム＋赤外ストロボの開拓者。白黒写真に新しい技法はもう出ないといわれていた1970年代、新たな赤外技法の開発により彗星のごとく写真界に現れる。当初発表されたメディアが一般週刊誌だったため、日本国内では長くドキュメント写真家の扱いをされていた。本人は写真家ではなく、映像作家を目指して広島県（呉市）より上京したと語っている。主な写真集に『ドキュメント・公園』（1980年）、『赤外光線』（1992年）、『The Park』（2007年）など。作品は、ニューヨーク近代美術館（2007年）、サンフランシスコ近代美術館（2009年）、メトロポリタン美術館など多くの美術館に収蔵されている。

## 経歴
- 1946年:広島県生まれ。
- 1972年:赤外線フィルムを使用して夜の公園で撮影した写真が『週刊新潮』に掲載され、話題となる。
- 1974年:海外の通信社の東京支社にカメラマンとして勤務(～1978年)。
- 1978年:フリーカメラマンとして活動を開始。以降『FOCUS』『写真時代』など雑誌を中心に作品を発表。
- 1979年:個展「公園」(駒井画廊、東京・日本橋)開催。
- 1980年:1971年から1978年までの写真による、写真集『ドキュメント公園』(せぶん社)を出版。
- 1992年:写真集『吉行耕平写真集　赤外光線』(北宗社)を出版。
- 2005年:この頃より写真集『ドキュメント公園』が、とりわけ欧米の写真集コレクターの間で大きな話題となる。
- 2007年:写真集『ドキュメント公園』掲載作品を新たにプリントし、海外での初の個展「The Park」をニューヨーク、Yossi Milo Galleryで開催、同時にドイツのHatje Cantz社とYossi Milo Galleryの共同出版により、写真集『Kohei Yoshiyuki:The Park』が刊行される。これをきっかけにニューヨーク近代美術館、サンフランシスコ近代美術館、シカゴ現代美術館、ヒューストン美術館などが作品を収蔵、また『ニューヨーク・タイムズ』紙、写真雑誌『Apature』をはじめ多くのメディアで紹介され、アメリカ合衆国を中心に《公園》シリーズの再評価が始まる。同年個展に「The Park and Love Hotel」(カナダ、バンクーバー、Douglas Udell Gallery)開催。
- 2008年:個展「The Park」をALP/Peter Bergman(スウェーデン、ストックホルム)、GalleriBrandstrup(ノルウェー、オスロ)、Brancolini Grimaldi Arte Contemporanea(ローマ) で開催。第5回ベルリン現代アートビエンナーレ、第7回光州ビエンナーレ、「Darkside」展(スイス、ヴィンタートゥール写真美術館)、「To Night:Contemporary Representations of the Night」(ニューヨーク、The Hunter College Art Galleries他)等に《公園》シリーズを出品。
- 2009年:個展「The Park」をGalerie Gebr.Lehmann(ベルリン)、Brancolini Grimaldi Arte Con-temporanea(ローマ)で開催。「The Provoke Era」展(サンフランシスコ近代美術館)、「The 70s」展(マドリード、フォトエスパーニャ2009/イタリア2都市とオランダ写真美術館に巡回)等に《公園》シリーズを出品。東京・四谷のPlace Mで個展「公園1971-1978」、蒼穹舎ギャラリーで新作による個展「沼」を同時開催。
- 2010年:個展「The Park」をGalerie Gebr.Lehmann(ドレスデン)、M+B Gallery(ロサンゼルス)で開催。「Disquieting Images」展(ミラノトリエンナーレ)、「Exposed:Voyeurism, Surveillance and the Camera」展(The Tate Modern、ロンドン/サンフランシスコ近代美 術館、ミネアポリスウォーカー。アート・センターに巡回)、「Provocateurs of Japanese =Photography」展(Kathleen Collen Fine Arts、ニューヨーク)等に《公園》シリーズを出品。
- 2011年:個展「The Park」をInstitute of Modern Art(オーストラリア、ブリスベン)で開催(メルボルン現代写真センター、ニュージーランドでも開催予定)。「Night Vision:Photography After Dark」展(ニューヨーク、メトロポリタン美術館)等に《公園》シリーズを出品。銀座　BLD Galleryにて個展「The Park」開催。
- 2013年:第55回ヴェネツィア国際ビエンナーレに《公園》シリーズを出品。
- 2022年1月21日、肝硬変と腎不全により逝去。享年76歳

## 逸話
- 名前はペンネームである。「吉行」は自身がファンであった小説家の吉行淳之介から拝借した。「耕平」については明言を避けているが、不公平や差別を嫌う性格からという趣旨の発言をしたことがある。ただし、親族によると、故郷に戻り「耕平」（農業を意味する）をしたいという気持ちの現れと想像されるとのこと。
- 若い頃、『カメラ毎日』に掲載された奈良原一高「静止した時間」を見て触発され、東京に出てきたと後年語っている。東京での最初の仕事は新宿の写真店の住み込み店員だった。
- 上京してから、田中雅夫が主催する写真集団「波」に参加する。初日はメンバーである魚屋の店主K氏に会場まで案内してもらった。ちなみに、「公園」を週刊新潮に紹介したのは田中雅夫と語っている。
- カメラ毎日の月例コンテストでは組写真部門で年度賞をとったことがある。その表彰式の際の編集長、山岸章二の言動から、プロカメラマンを目指す気になったという。
- 赤外写真のアイデアは、犯罪捜査や事件証拠に赤外フィルムが使われていることが書かれた新聞記事がきっかけとなっている。
- 「公園」撮影の際、主に使っていたカメラはキャノン7（白）。レンズは35mmF2。「カメラに内蔵されたセレンの露出計が素人っぽくて怪しまれなかった。」、「レンズは小さくて目立たなかったので都合が良かった。」とのこと。ちなみにレンズ正面の白い文字は消されている。また、ホットシューが軍艦の露出計部分を潰してカメラに固定されていた。
- 赤外フィルムは初期の作品を除き、主にコダックを使用した。コニカの赤外より波長の長い部分の感度が高く、またハーレーション防止層がないので独特の描写ができると語っている。
- 駒井画廊の個展では会場を暗くし、来場者に懐中電灯を持たせ、夜の公園を歩き回る雰囲気を演出したという。この際、等身大の写真をプリントしたが、費用面で外注することができず、某美術大学の教室を借りて制作した。
- 二冊目の写真集、『赤外光線』は出版直前に出版社が倒産し、ゾッキ本として市中に出回った。印税もなく、危うくネガも返却されないところだったという。
- 作品作りの際の撮影枚数は多くない。デジタルの時代になってもこの傾向は変わらなかった。
- アマチュア写真家の指導にも熱心であった。重要視したのは「日常性」と「作家性」。絵画と異なり、写真の基本は組写真と考えていた。
- 病床にあっても、亡くなる間際まで写真と写真界のことを考えていた。特に新しい写真集の完成を心待ちにしていたが、かなわなかった。
- 無類のアルコール好きで知られている。一番のお気に入りは「缶ビール」。冷え過ぎているものは好まず、常温よりやや低い位が好みであった。ちなみに生ビールは一度につがれるので、「飲むペースを制限されるようで、今ひとつ」と語っている。
- アルコール摂取の際は、ちょっとした乾き物やフルーツを好んで食べていた。乾き物は特に烏賊系が好物であった。一方で美食家の面もあった。若い頃、JR大塚駅近くの和食の料理人に食材の旬や料理法などを習ったという。
- 「写真の仕事ができなければ、ホームレスになっても構わない」と発言したことがある。その真剣な話しぶりは周囲の人を唖然とさせた。ただし、本人の表現したいものとは別に、赤外フィルムでの撮影行為そのものは「のぞき」なので、誤解されることが多い。本人もそれを容認しており、生活のためにアダルト系のビデオを制作したこともあった。しかし、「写真表現」や「生き方」については至ってまじめである。
- 長らくイギリスの通信社に勤めたことがあるとされていたが、本人の直近の発言や作品のクレジットから、イギリスではなくスイスのK通信社が正しいようである、

## 主なコレクション
- ブルックリン美術館 Brooklyn Museum,Brooklyn,NY
- メトロポリタン美術館 Metropolitan Museum of Art,New York,NY
- シカゴ現代写真美術館 Museum of Contemporary Photography,Chicago,IL
- ヒューストン美術館 Museum of Fine Arts,Houston,Houston,TX
- ニューヨーク近代美術館 Museum of Modern Art,New York,NY
- ノースカロライナ美術館 North Carolina Museum of Art,Raleigh,NC
- サンフランシスコ近代美術館 San Francisco Museum of Modern Art,San Francisco,CA
- スウェーデンアートカウンシル Swedish Art Council,Stockholm,Sweden